# Colchicum schimperi
Colchicum schimperi là một loài thực vật có hoa trong họ Colchicaceae. Loài này được Janka ex Stef. miêu tả khoa học đầu tiên năm 1926.